# Hylacola
Hylacola – rodzaj ptaków z podrodziny buszówek (Acanthizinae) w obrębie rodziny buszówkowatych (Acanthizidae).

## Zasięg występowania
Rodzaj obejmuje gatunki występujące w południowej Australii.

## Morfologia
Długość ciała 11,5–16 cm; masa ciała 15–17 g.

## Systematyka
Rodzaj zdefiniował w 1843 roku angielski zoolog John Gould na łamach czasopisma „Proceedings of the Zoological Society of London”. Gatunkiem typowym jest pustkowik rdzaworzytny (Hylacola pyrrhopygia).

### Etymologia
Hylacola: gr. ὑλη hulē „lesisty teren, las”; łac. -cola „mieszkaniec”, od colere „mieszkać”.

### Podział systematyczny
Taksony wyodrębnione z rodzaju Calamanthus. Do rodzaju należą następujące gatunki:
- Hylacola pyrrhopygia (Vigors & Horsfield, 1827) – pustkowik rdzaworzytny
- Hylacola cauta Gould, 1843 – pustkowik białoskrzydły